# Japhet Tanganga
Japhet Tanganga (Hackney, 31 marzo 1999) è un calciatore inglese, difensore del Millwall.

## Biografia
È di origini congolesi.

## Caratteristiche tecniche
È un difensore centrale che può essere schierato anche come terzino destro.
È agile, veloce e bravo nel gioco aereo, oltre ad essere dotato di grande prestanza fisica.

## Carriera

### Club
Cresciuto nel settore giovanile del Tottenham, ha esordito in prima squadra il 24 settembre 2019 disputando l'incontro di English Football League Cup perso ai rigori contro il Colchester Utd. L'11 gennaio 2020 ha debuttato in Premier League giocando da titolare l'incontro perso 1-0 contro il Liverpool.
Il 18 gennaio 2024 il prestito all'Augusta è stato risolto; contestualmente viene ceduto in prestito fino al termine della stagione al Millwall. Al termine della stagione 2023-2024, Tanganga lascia il Tottenham in seguito al mancato rinnovo del suo contratto rimanendo così svincolato; il successivo 10 luglio 2024 firma un contratto a lungo termine con il Millwall., ritornando nel club in cui aveva trascorso gli ultimi sei mesi.

### Nazionale
Ha giocato con tutte le varie nazionali giovanili inglesi comprese tra l'Under-16 e l'Under-21; con quest'ultima selezione ha anche partecipato ai campionati europei di categoria nel 2021.

## Statistiche

### Presenze e reti nei club
Statistiche aggiornate al 31 maggio 2024.
| Stagione        | Squadra         | Campionato      | Campionato | Campionato | Coppe nazionali | Coppe nazionali | Coppe nazionali | Coppe continentali | Coppe continentali | Coppe continentali | Altre coppe | Altre coppe | Altre coppe | Totale | Totale | Totale |
| Stagione        | Squadra         | Comp            | Pres       | Reti       | Comp            | Pres            | Reti            | Comp               | Pres               | Reti               | Comp        | Pres        | Reti        | Pres   | Reti   |        |
| --------------- | --------------- | --------------- | ---------- | ---------- | --------------- | --------------- | --------------- | ------------------ | ------------------ | ------------------ | ----------- | ----------- | ----------- | ------ | ------ | ------ |
| 2019-2020       | Tottenham       | PL              | 6          | 0          | FACup+CdL       | 3+1             | 0               | UCL                | 1                  | 0                  | -           | -           | -           | 11     | 0      |        |
| 2020-2021       | Tottenham       | PL              | 6          | 0          | FACup+CdL       | 2+2             | 0               | UEL                | 3                  | 0                  | -           | -           | -           | 13     | 0      |        |
| 2021-2022       | Tottenham       | PL              | 11         | 0          | FACup+CdL       | 1+4             | 0               | UECL               | 3                  | 0                  | -           | -           | -           | 19     | 0      |        |
| 2022-2023       | Tottenham       | PL              | 4          | 0          | FACup+CdL       | 2+0             | 0               | UCL                | 1                  | 0                  | -           | -           | -           | 7      | 0      |        |
| 2023-2024       | Augusta         | BL              | 0          | 0          | CG              | 0               | 0               | -                  | -                  | -                  | -           | -           | -           | 0      | 0      |        |
| 2023-2024       | Millwall        | FLC             | 18         | 2          | FACup+CdL       | 0+0             | 0+0             | -                  | -                  | -                  | -           | -           | -           | 18     | 2      |        |
| Totale carriera | Totale carriera | Totale carriera | 45         | 2          |                 | 15              | 0               |                    | 8                  | 0                  |             | -           | -           | 68     | 2      |        |